# Platydoras
Platydoras é um gênero de peixes sul-americanos de água doce.

## Espécies
- Platydoras armatulus (Valenciennes, 1840)
- Platydoras brachylecis Piorski, Garavello, Arce H. & Sabaj Pérez, 2008
- Platydoras birindellii Sousa et al., 2018
- Platydoras costatus (Linnaeus, 1758)
- Platydoras hancockii (Valenciennes, 1840)